# Брайтенбрух, Нестор
Нестор Брайтенбрух (исп. Néstor Adriel Breitenbruch; 13 сентября 1995 год, Посадас, Мисьонес) — аргентинский футболист, защитник аргентинского клуба «Альдосиви».

## Клубная карьера
Нестор Брайтенбрух начинал футбольную карьеру в клубе аргентинской Примеры «Индепендьенте». Дебют за главную команду состоялся 10 апреля 2014 года в матче Кубка Аргентины с клубом «Сантамарина». Первый матч в профессиональной лиге 10 августа 2014 года против «Атлетико Рафаэла».
В июле 2015 года Брайтенбрух был отдан в аренду клубу «Кильмес», однако, спустя несколько месяцев, вернулся в «Индепендьенте» не сыграв ни одного матча.
В январе 2018 года футболист подписал контракт с мексиканским «УАНЛ Тигрес» и незамедлительно был отдан в аренду в «Коррекаминос». Первый гол за новую команду был забит в ворота «Кафеталерос де Чьяпас».
28 июня 2019 года Брайтенбрух вернулся в Аргентину подписав контракт с «Годой-Крус».
В конце января 2023 года защитник был приобретен аргентинским клубом «Арсенал (Саранди)».